# Spiriverpa argentata
Spiriverpa argentata är en tvåvingeart som först beskrevs av Matsumura 1905.  Spiriverpa argentata ingår i släktet Spiriverpa och familjen stilettflugor. Inga underarter finns listade i Catalogue of Life.